# Појнт Плезант Бич (Њу Џерзи)
Појнт Плезант Бич (енгл. Point Pleasant Beach) град је у америчкој савезној држави Њу Џерзи.

## Демографија
По попису из 2010. године број становника је 4.665, што је 649 (-12,2%) становника мање него 2000. године.
| Група             | 2000.         | 2010.         |
| Белци             | 4.960 (93,3%) | 4.132 (88,6%) |
| Афроамериканци    | 28 (0,5%)     | 39 (0,8%)     |
| Азијати           | 54 (1,0%)     | 39 (0,8%)     |
| Хиспаноамериканци | 234 (4,4%)    | 421 (9,0%)    |
| Укупно            | 5.314         | 4.665         |